# 錢應揚
錢應揚（1504年—？），字俊民，號後峰，浙江紹興府餘姚縣人，民籍，明朝政治人物。

## 生平
嘉靖七年（1528年）戊子科浙江鄉試第八名舉人。嘉靖十四年（1535年）中式乙未科會試第六名，登第三甲第二十二名進士。授推官，十八年十一月选授河南道試監察御史，十九年十月實授，巡按廣東，二十一年七月輔臣夏言被斥责，钱应扬等科道官员被牵连，降一级调边方用，贬广西全州判官，升樂安縣知縣。

## 家族
曾祖錢瑛，曾任教官；祖父錢裕；父錢紳，母楊氏。具庆下。